# (36746) 2000 RX64
2000 RX64 (asteroide 36746) é um asteroide da cintura principal. Possui uma excentricidade de 0.07309280 e uma inclinação de 1.24314º.
Este asteroide foi descoberto no dia 1 de setembro de 2000 por LINEAR em Socorro.